# Большой Талсай
Большой Талсай (каз. Үлкенталсай) — село в районе имени Габита Мусрепова Северо-Казахстанской области Казахстана. Входит в состав Шоптыкольского сельского округа. Код КАТО — 596667200.

## География
Расположено на берегу реки Ишим.

## Население
В 1999 году численность населения села составляла 73 человека (40 мужчин и 33 женщины). По данным переписи 2009 года, в селе проживало 18 человек (9 мужчин и 9 женщин).